# Robert MacNeil
Robert Breckenridge Ware MacNeil (Montreal, Canadá - 19 de enero de 1931- Nueva York, EEUU - 12 de abril de 2024) llamado a veces Robin MacNeil, fue un periodista, locutor y escritor canadiense. Su principal aportación al medio fue el MacNeil/Lehrer Report" (1975) que realizó en asociación con Jim Lehrer.

## Biografía

### Juventud y formación
MacNeil nació en Montreal, Quebec, hijo de Margaret Virginia (de soltera Oxner) y Robert A. S. MacNeil. Se crio en Halifax (Nueva Escocia), y en 1955 se graduó en periodismo por la Universidad de Carleton de Otawa. Su carrera profesional arrancó trabajando para el canal público más veterano de la televisión británica, la ITV de Londres. Más adelante pasó a trabajar para Reuters y la NBC, como corresponsal en Washington y Nueva York.

### Carrera
El 22 de noviembre de 1963, MacNeil estaba en Dallas (Texas), cubriendo la visita del Presidente Kennedy a la ciudad. Tras oír los disparos de la Plaza Dealey, MacNeil se unió a la multitud de testigos que corrieron hacia el promontorio de hierba con la intención de presenciar el arresto del asesino, y así le muestra el material documental registrado aquel día. Sin embargo, las fuerzas de seguridad que habían llamado la atención del público hacia dicho promontorio se volvieron repentinamente sin haber localizado a ningún sospechoso. MacNeil se dirigió entonces hacia el edificio más cercano, y se cruzó con un hombre que justamente en aquel momento abandonaba el Depósito Escolar de Libros de Texas. Le preguntó por la situación de la cabina telefónica más cercana, que el desconocido le indicó antes de continuar su camino. MacNeil supo más adelante que el hombre con quien se cruzó ese día aproximadamente a las 12:33 p. m. era Lee Harvey Oswald. Gary Mack, comisario del Sixth Floor Museum de Dallas manifestó que en su opinión Oswald habló con Pierce Allen de la emisora de televisión local, la WFAA. Una vez al teléfono, MacNeil envió su primer informe a la división de radio de la NBC. Se dirigió al hospital Parkland donde logró establecer comunicación en directo con Frank McGee, que presentaba las noticias para la NBC junto a Bill Ryan y Chet Huntley desde Nueva York. Aproximadamente a las 13:40, MacNeil informó a McGee que el secretario de prensa de la Casa Blanca, Malcolm Kilduff, había anunciado la muerte del presidente Kennedy a las 13:00.
Hacia 1967, MacNeil cubría noticias políticas de Europa y los EE. UU. para la BBC, y presentaba el programa Washington Week in Review, en el que se debatía sobre el panorama político. McNeil se convirtió en una celebridad a raíz de su cobertura del Caso Watergate, y las escuchas ilegales. Este trabajo le valió un premio Emmy. Con un sólido perfil de informador, MacNeil se asoció con Jim Lehrer para crear el Robert MacNeil Report en 1975 hasta su retiro el 20 de octubre de 1995.
El 11 de septiembre de 2001, conocedor de los Atentados terroristas del 11 de septiembre llamó inmediatamente a la PBS para ofrecerles ayuda para la cobertura de los ataques, tal como reseña en su autobiografía Looking for My Country: Finding Myself in America. Efectivamente, colaboró con la PBS durante los previos al desplome de las torres, entrevistando a periodistas y ofreciendo su visión sobre los hechos. Actualmente, es el presentador del programa America at a Crossroads, estrenado durante la tercera semana de abril de 2007 en la PBS.

### Escritor
MacNeil ha escrito varios libros, muchos de ellos sobre su carrera como periodista. Sin embargo, tras su retiro de NewsHour, MacNeil también se ha dedicado a la novela. Entre sus obras, destacamos:
- Breaking News
- Burden of Desire
- Eudora Welty: Seeing Black and White
- Looking for My Country: Finding Myself in America
- The People Machine: The Influence of Television on American Politics
- The Right Place at the Right Time
- The Voyage
- The Way We Were: 1963, The Year Kennedy Was Shot
- The Story of English, con Robert McCrum, (adaptado como miniserie para la PBS en 1986)
- Wordstruck: A Memoir
- Do You Speak American?

MacNeil es en la actualidad el presidente del Comité de Directores de la Colonia MacDowell. En 1979, recibió un certificado honorífico del Bates College. En 1997, fue nombrado Oficial de la Orden de Canadá, la mayor distinción civil concedida en ese país, por haberse convertido en "uno de los más respetados periodistas de todos los tiempos". A finales de los 90, MacNeil también aprovechó su presencia pública para plantear el tema de la homosexualidad de su hijo, añadiendo que a muchos padres podría ayudarles saber cómo había afrontado el hecho.